# Lex Cincia
La Lex Cincia è un plebiscito emanato nel 204 a.C. su proposta del tribuno della plebe M. Cincio Alimento. Si occupava di regolamentare il fenomeno delle donazioni (è per questo nota anche come Lex Cincia de donis et muneribus). Prevedeva limitazioni alle liberalità fra vivi, ad esempio vietava le donazioni fra i coniugi (probabilmente con lo scopo di  evitare che i patrimoni dei pater familias venissero frammentati, in conseguenza della diffusione dei matrimoni sine manu) e il divieto di donazioni eccedenti un determinato valore (ultra modum) a noi sconosciuto, sempre con lo scopo di evitare la frammentazione dei patrimoni. Un'altra disposizione della legge si occupava delle parcelle degli avvocati, stabilendo che nessun avvocato potesse farsi versare doni prima di trattare una causa. 
(Tacito, Annales XI, 5)
Questo provvedimento aveva probabilmente lo scopo di evitare che il costo delle prestazioni forensi divenisse eccessivo per i ceti più poveri. 
Si trattava di una lex imperfecta, perché non stabiliva l'invalidità delle donazioni effettuate contro il divieto, né sanzioni per i trasgressori.
Ai tempi di Augusto la lex Cincia de donis et muneribus fu confermata da un senatusconsultus e venne introdotta una sanzione - per l'avvocato - pari a quattro volte la somma ricevuta in dono.
La legge fu modificata nuovamente sotto Claudio, introducendo l'autorizzazione - per l'avvocato - a ricevere 10.000 sesterzi; nel caso di superamento di tale somma, l'avvocato avrebbe potuto essere processato per concussione (repetundarum). 
Ai tempi di Traiano venne stabilito che tale somma poteva essere pagata solo alla fine della causa.